# Andrea Carlo Ferrari
Andrea Carlo Ferrari, popolarmente noto come il Cardinal Ferrari, (Lalatta di Palanzano, 13 agosto 1850 – Milano, 2 febbraio 1921) è stato un cardinale e arcivescovo cattolico italiano.
Già vescovo di Guastalla e di Como, fu in seguito arcivescovo metropolita di Milano dal 1894 al 1921.
Definito dai contemporanei come ottimo pastore e teologo raffinato, venne in seguito accusato di modernismo: ciò lo portò in contrasto con papa Pio X, che egli stesso aveva inizialmente sostenuto quando era patriarca di Venezia. Le relazioni tra i due si ammorbidirono infine nel 1912, ma il cardinal Ferrari riuscì a recuperare i buoni uffici con la Santa Sede solo con l'elezione di Benedetto XV al soglio di Pietro.
La causa per la sua canonizzazione si aprì nel 1963, al termine della quale ottenne il titolo di Servo di Dio. Proclamato venerabile nel 1975 da Paolo VI (uno dei suoi successori alla cattedra episcopale milanese), venne beatificato da papa Giovanni Paolo II nel 1987.

## Biografia

### Infanzia e giovinezza
Andrea Ferrari nacque a Lalatta, frazione del comune di Palanzano (PR), poi ribattezzata in suo onore Lalatta del Cardinale, da una famiglia di modeste condizioni economiche, figlio del calzolaio Giuseppe Ferrari e di sua moglie, Maddalena Longarini. Il suo battesimo venne celebrato il 14 agosto. I suoi due zii paterni, Abbondio e Pietro, erano entrambi sacerdoti in servizio a Parma al momento della sua nascita. Ricevette la prima comunione nel 1860 da padre Giovanni Agostini e la Santa Cresima nel 1866.
Accolto presso il seminario di Parma, il 18 settembre 1869 ricevette i primi due ordini minori e gli altri due il 23 settembre 1871. Il 21 settembre 1872 ricevette il suddiaconato ed il diaconato il 15 dicembre di quello stesso anno. Il 20 dicembre 1873 fu ordinato sacerdote dal vescovo Domenico Maria Villa, celebrando la prima messa il giorno successivo nel santuario della Madonna di Fontanellato, alla quale rimase sempre molto legato. Rimase a lungo nella diocesi di Parma come delegato apostolico a Mariano dal febbraio del 1874 e poi come coadiutore dell'arciprete di Fornovo di Taro dal 4 luglio 1874. Vice curato della chiesa parmense di San Leonardo dal 1875, in quello stesso anno divenne vicerettore del seminario di Parma nonché professore di fisica e matematica.
Nominato rettore del medesimo istituto nel 1877, dal 1875 occupava le cattedre di teologia dogmatica, storia ecclesiastica e teologia morale dal 1878. Nel 1879 fu promosso canonico ordinario del Capitolo della Cattedrale di Parma. Nel 1883 ottenne a Parma il dottorato in studi teologici e nel 1885 il Ferrari pubblicò l'opera dal titolo "Summula theologiae dogmaticae generalis", un libro ristampato in molte edizioni e che divenne uno dei testi di teologia dogmatica più diffusi alla fine dell'Ottocento.

### Vescovo a Guastalla ed a Como

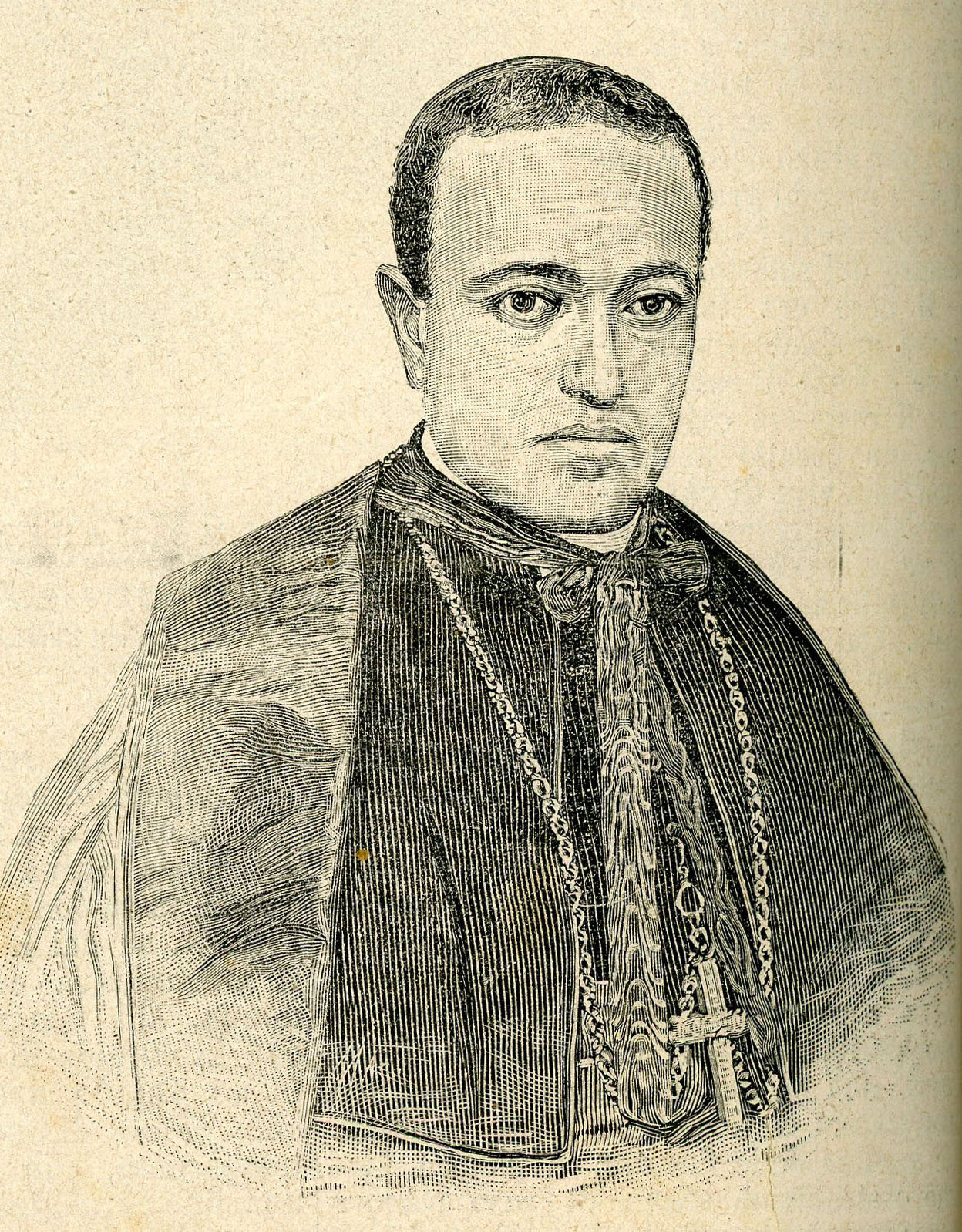
Andrea Carlo Ferrari, giovane vescovo

Il 29 maggio 1890 venne eletto vescovo di Guastalla e ricevette la consacrazione episcopale il 29 giugno di quello stesso anno nella chiesa delle religiose del Sacro Cuore di Villa Lante a Roma dalle mani del cardinale Lucido Maria Parocchi, vescovo di Albano e vicario generale di Roma, assistito da Vincenzo Leone Sallua, arcivescovo titolare di Calcedonia, commissario generale del tribunale dell'inquisizione, e da Giovanni Maria Maioli, vescovo di Urbania e Sant'Angelo in Vado. Prese possesso ufficiale della diocesi di Guastalla il 3 ottobre 1890 facendo il suo ingresso nella cattedrale.
Appena un anno dopo, il 29 maggio 1891, venne trasferito alla Diocesi di Como sempre come vescovo, iniziando anche qui una campagna di visite pastorali sull'esempio delle molte che condurrà poi nella sua lunga carriera di pastore. Nel 1894 il Corriere della Sera annotava le sue "meticolose visite pastorali" e l'attenta gestione diocesana accompagnata dalla capacità di "parlare bene, con buona voce". Nel 1893 supportò attivamente la nomina di Giuseppe Melchiorre Sarto (futuro papa Pio X) a patriarca di Venezia.

### Arcivescovo a Milano

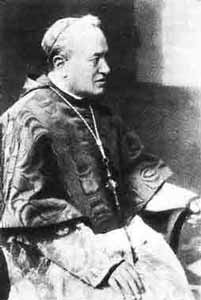
Il cardinale Ferrari durante gli anni di episcopato a Milano

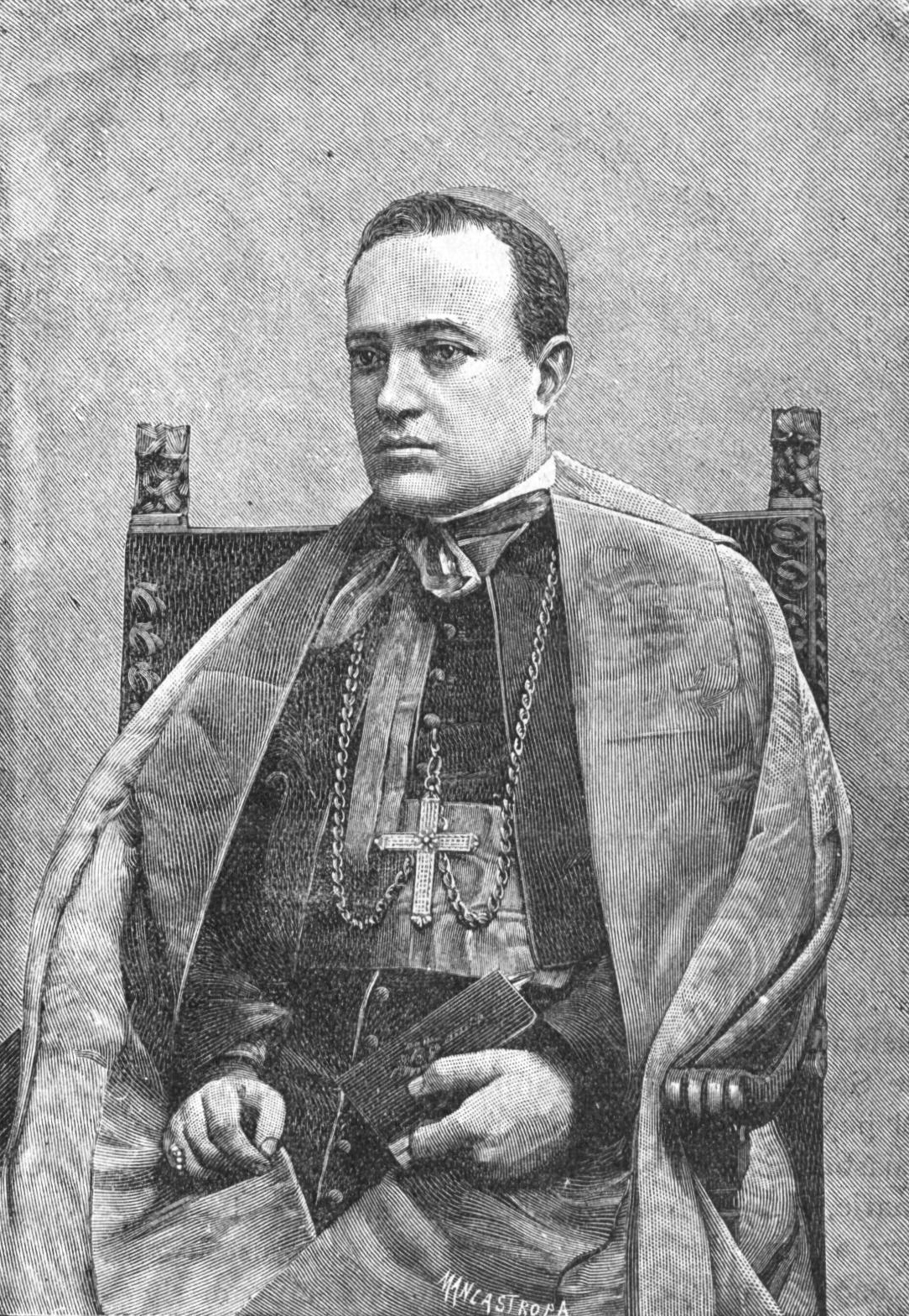
Andrea Carlo Ferrari, arcivescovo di Milano (ritratto risalente al primo decennio del Novecento)

Dopo tre anni a Como, improvvise gli giunsero nel maggio 1894, da parte di papa Leone XIII, la creazione a cardinale e la nomina alla sede arcivescovile di Milano, succedendo allo scomparso Luigi Nazari di Calabiana al quale era legato da profonda amicizia.
A Milano la sua missione fu, sulla scia di Carlo Borromeo (di cui decise di assumere anche il nome), di "conservare la fede" attraverso la predicazione ma soprattutto attraverso la catechesi. Dal 1° al 5 settembre 1895, tenne a Milano il congresso eucaristico diocesano. Sotto la sua guida si arrivò, nel 1896, alla preparazione del testo unico di catechismo dell'Episcopato Lombardo-Piemontese che, in sostanza, rappresenta l'ultima tappa del percorso che portò alla pubblicazione del Catechismo di Pio X. Per quanto riguarda l'educazione cristiana dei giovani, volle l'istituzione presso ogni parrocchia di un oratorio sia maschile sia femminile, e affrontò il problema dell'insegnamento della religione cattolica nelle scuole elementari. Fervido sostenitore della Rerum Novarum di Leone XIII, sposò i temi della giustizia sociale che il papa aveva posto in evidenza nel documento e nominò suo collaboratore a Milano monsignor Ambrogio Portaluppi, lombardo, già prevosto a Treviglio, fondatore della Cassa Rurale locale e collaboratore di Leone XIII per la stesura del documento pontificio. Sostenne anche Giuseppe Toniolo nella sua opera di promozione sociale e di insegnante che segnò le basi per la fondazione dell'Università Cattolica del Sacro Cuore di Milano nel 1921.
L'impegno del cardinal Ferrari si distinse nelle visite pastorali in tutte le oltre 800 parrocchie dell'arcidiocesi, compito nel quale si mostrò particolarmente attento a cogliere le istanze sociali di quel periodo particolarmente difficile per i ceti "umili" della popolazione lombarda. Venne ad ogni modo criticato duramente perché, durante le rivolte di piazza del 1898 a Milano, il cardinale si trovava in visita ad Asso e vi rimase durante tutto il periodo dell'emergenza. La sua assenza dalla città venne malvista da alcuni ambienti che sostennero come con tale atto il presule avesse lasciato senza difesa "il suo popolo".
Prestò, poi, sul piano pastorale una particolare attenzione ai problemi del laicato e del suo ruolo all'interno della Chiesa. In un'epoca in cui ciò era estremamente innovativo, l'atteggiamento del Ferrari suscitò molte diffidenze negli ambienti curiali tradizionalisti e intransigenti, al punto che questi giunsero a formulare contro di lui un'esplicita accusa di modernismo. Per cinque anni non fu ricevuto da papa Pio X, il quale nel 1911 si vide costretto a nominare anche un'inchiesta canonica per verificare quanto sostenuto dai suoi detrattori. Riconosciuto informalmente l'errore commesso dalla curia romana, nel 1912 vi fu un parziale riavvicinamento tra i due alla fine del pontificato di Pio X, ma solo la nomina del nuovo papa, Benedetto XV, e il clima di emergenza fatto sorgere dallo scoppio del conflitto mondiale tolse il cardinal Ferrari dall'isolamento all'interno della Chiesa, in cui un gruppo di cardinali a lui avverso l'avevano confinato.
Sempre a Milano, celebrò dei sinodi diocesani che nel capoluogo non si tenevano dal 1867, rispettivamente nel 1902, 1910 e 1914, mentre nel 1906 organizzò il Concilio Provinciale. Predispose inoltre l'istituzione di diversi congressi come quello eucaristico (1-5 settembre 1895), il XV Congresso della Musica Sacra (che fece conoscere il talento del giovane Lorenzo Perosi). Celebrò le feste per il XV centenario della morte di Sant'Ambrogio nel 1897 e celebrò solennemente il cinquantesimo anniversario del Dogma dell'Immacolata nel 1904, e delle apparizioni di Lourdes nel 1908.
Nel 1904 fece restituire alla città di Milano parte delle reliquie dei Re Magi conservate presso il duomo di Colonia e sottratte da Federico Barbarossa durante una delle sue discese in Italia nel XII secolo. I frammenti di ossa ritornati a Milano vennero posti nella basilica di Sant'Eustorgio dove si trovavano in origine. In quello stesso anno, dopo averlo nominato vicerettore al seminario di Saronno, accolse la richiesta di Luigi Maria Olivares (poi vescovo e venerabile) e gli concesse di entrare nell'ordine dei salesiani come da tempo desiderava.
Nel 1908 si portò a Londra, a Westminster, in occasione del XIX congresso eucaristico tenutosi dal 9 al 13 settembre di quell'anno. Nel 1910 organizzò le festività per il terzo centenario della canonizzazione di san Carlo Borromeo a Milano, celebrando per l'occasione un nuovo sinodo ed un congresso eucaristico incentrato sull'opera del santo milanese.
Nel 1912 promosse la fondazione di un nuovo quotidiano che sostituisse L'Unione. Il nuovo organo d'informazione si chiamò L'Italia. Il 14 gennaio 1912, nel santuario della Madonna delle Lacrime di Treviglio, conferisce la consacrazione episcopale a monsignor Pompeo Ghezzi, eletto vescovo di Sansepolcro. Nel 1913 promosse le "settimane costantiniane", a ricordo del XVI centenario dell'editto di Costantino che venne pubblicato proprio a Milano nel 313 e che concesse la libertà di culto ai cristiani nell'Impero romano.
Fondò inoltre l'«Opera cardinal Ferrari», che si distinse per l'attività a favore di tutti i ceti della popolazione. Nel 1918 fu tra i fondatori della Gioventù Femminile Cattolica dell'Azione Cattolica, affidandone la direzione ad Armida Barelli. Durante la prima guerra mondiale il gruppo si dedicò in particolare alla cura di soldati e prigionieri e lo stesso cardinale ottenne nel 1919 la gran croce dell'Ordine dei Santi Maurizio e Lazzaro per gli sforzi compiuti in tal senso alla guida della sua arcidiocesi. Il cardinal Ferrari viene insignito dell'onorificenza pontificia di Cavaliere di Gran Croce del Sacro e Militare Ordine del Santo Sepolcro.

Ultima foto scattata al cardinale nel 1920

Nel 1918 l'arcivescovo iniziò ad avvertire un forte dolore alla gola, che venne inizialmente scambiato per raucedine: la sua persistenza lo indusse a sottoporsi ad accertamenti, che portarono alla diagnosi di un tumore alla gola. Invano si sottopose a diversi interventi chirurgici per la sua asportazione, che verso la fine del 1920 lo lasciarono completamente muto.
Nell'ultimo scorcio della sua vita, il cardinal Ferrari intensificò gli sforzi per il contrasto del "pericolo bolscevico", contrapponendosi con forza al Partito Socialista, che dal 1914 era maggioritario nel consiglio comunale di Milano e ne esprimeva il sindaco, Emilio Caldara. A metà 1920, nel suo ultimo colloquio col segretario milanese del Partito Popolare, Giovanni Battista Migliori (condotto dal suo letto e scrivendo le frasi su pezzetti di carta), il presule sollecitò un'alleanza elettorale tra cattolici e il resto delle forze conservatrici, federate nel Blocco di azione e difesa sociale (di cui facevano parte anche i fascisti), così da poter sopravanzare la sinistra e riprendersi il municipio. Migliori, impietosito dall'infermità e dall'insistenza di Ferrari, gli promise di portare la proposta al tavolo del consiglio sezionale, il quale tuttavia, nella riunione del 2 novembre, la respinse, deliberando invece di astenersi e aprendo la strada a una nuova vittoria socialista. Ancora nella sua ultima lettera pastorale natalizia, vergata nel 1920, l'arcivescovo si scagliò contro la lotta di classe e definì le differenze sociali e di classe «un fatto voluto dalla Provvidenza divina».
Morì alle 17:55 del 2 febbraio 1921, dopo aver terminato la recita del rosario. Venne sepolto nella pavimentazione della cappella della Virgo Potens nel duomo di Milano; successivamente le spoglie sono state traslate in una teca vitrea all'interno del medesimo altare. L'amico cardinale Roncalli lo definirà più tardi un "santo autentico".
Il clima di ostilità degli ambienti curiali romani, parzialmente perdurato anche in seguito, trovava contrapposto il tributo di ammirazione della Chiesa ambrosiana, in una dicotomia di giudizi che si venne a sciogliere solo con il nuovo clima del Concilio, quando emerse quanto il cardinal Ferrari avesse anticipato i temi della riforma della Chiesa.

### La beatificazione
Divenuto pontefice, Giovanni XXIII, amico di lunga data del Ferrari e suo conoscitore anche a livello umano e spirituale, aprì la causa per la sua beatificazione il 10 febbraio 1963 a conclusione delle indagini avviate a livello diocesano dal suo successore alla cattedra episcopale milanese, Alfredo Ildefonso Schuster, nel 1951. Papa Paolo VI (altro suo successore alla cattedra di Milano), lo proclamò venerabile il 1º febbraio 1975 in riconoscimento della sua vita di virtù eroica. Il pieno riconoscimento lo si ebbe quando fu proclamato beato da papa Giovanni Paolo II il 10 maggio 1987. 
Gli sono stati dedicati una chiesa di Legnano, in provincia di Milano, l'oratorio e il cinema-teatro di Galbiate, in provincia di Lecco, e nella città di Parma una chiesa che, dall'ottobre 2014, ne accoglie alcune reliquie. A Milano gli è stata dedicata una piazza. 
Dal 2023 è patrono dell'Alta Val d'Enza e della Val Cedra.

## Conclavi
Partecipò ai conclavi del 1903 e del 1914, che elessero papi rispettivamente il cardinale Giuseppe Sarto (papa Pio X) e il cardinale Giacomo della Chiesa (papa Benedetto XV). Al primo di questi due conclavi venne considerato tra i papabili per le sue distinte qualità pastorali, ma si adoperò personalmente (dopo l'esclusione di Mariano Rampolla del Tindaro su veto dell'imperatore Francesco Giuseppe d'Austria, circostanza da lui definita "disgustosa") affinché venisse eletto pontefice l'amico cardinale Sarto, pur volendo quest'ultimo invece promuovere il Ferrari. Fu solo l'insistenza del cardinale Francesco Satolli a convincere infine il Sarto ad accettare il pontificato quando risultò vincente all'ultimo scrutinio. Fu ottimo amico anche di Angelo Giuseppe Roncalli (poi papa Giovanni XXIII) al punto che il futuro pontefice celebrò il suo funerale. Fu anche persona particolarmente vicina ad Achille Ratti che in seguito fu suo successore a Milano e futuro papa col nome di Pio XI. Ferrari ordinò sacerdoti i futuri cardinali Camillo Caccia Dominioni (1899) e Carlo Confalonieri (1916) oltre al vescovo Giorgio Giovanni Elli (1903) e all'arcivescovo Mario Giardini (1904).

## Genealogia episcopale e successione apostolica
La genealogia episcopale è:
- Cardinale Scipione Rebiba
- Cardinale Giulio Antonio Santori
- Cardinale Girolamo Bernerio, O.P.
- Arcivescovo Galeazzo Sanvitale
- Cardinale Ludovico Ludovisi
- Cardinale Luigi Caetani
- Cardinale Ulderico Carpegna

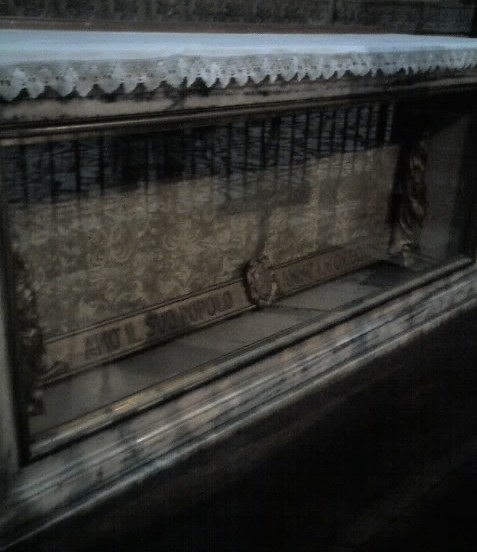
La tomba del cardinal Ferrari nel Duomo di Milano

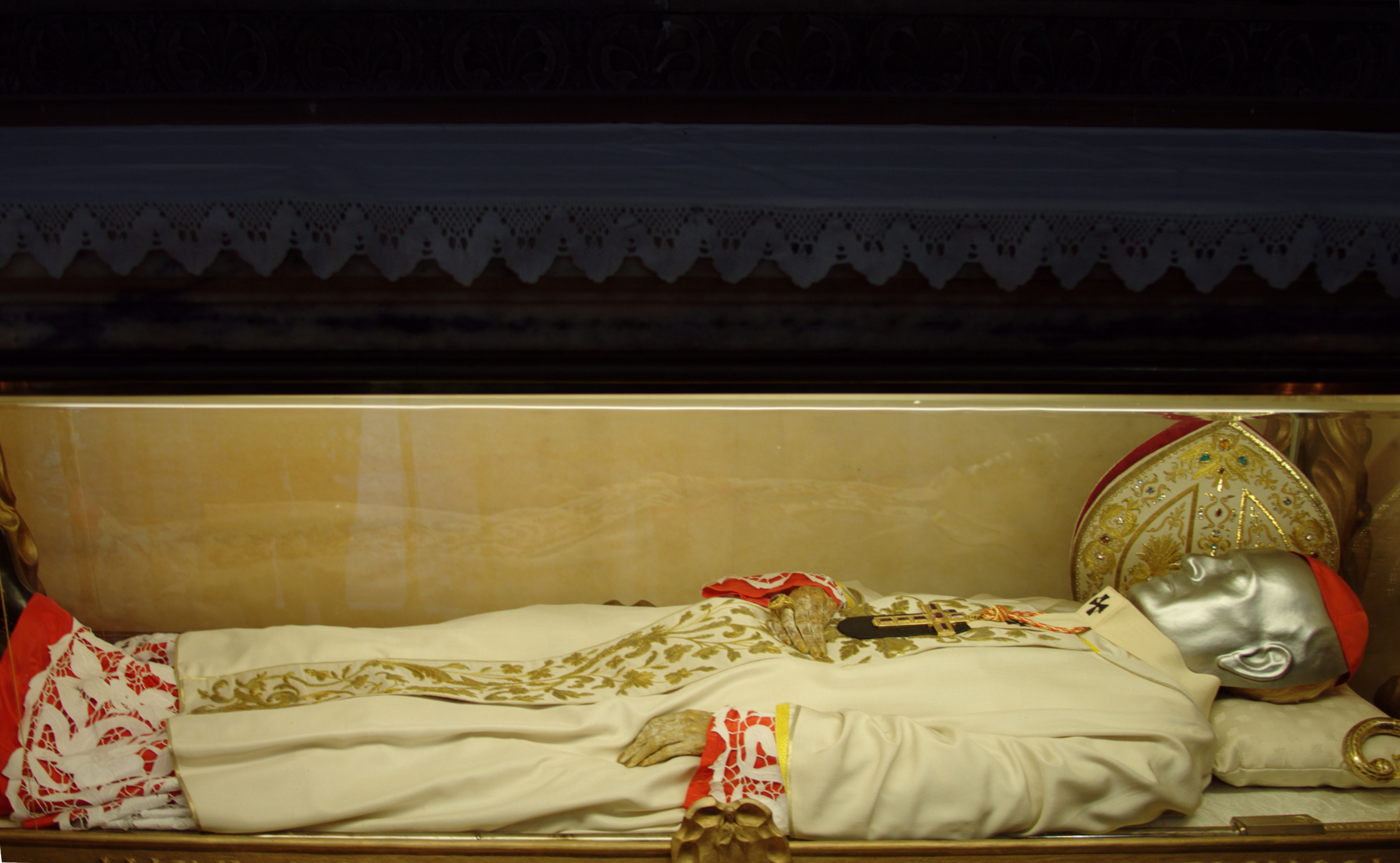
Il corpo del cardinale Ferrari nella tomba nel Duomo di Milano

- Cardinale Paluzzo Paluzzi Altieri degli Albertoni
- Papa Benedetto XIII
- Papa Benedetto XIV
- Papa Clemente XIII
- Cardinale Marcantonio Colonna
- Cardinale Giacinto Sigismondo Gerdil, B.
- Cardinale Giulio Maria della Somaglia
- Cardinale Carlo Odescalchi, S.I.
- Cardinale Costantino Patrizi Naro
- Cardinale Lucido Maria Parocchi
- Cardinale Andrea Carlo Ferrari

La successione apostolica è:
- Arcivescovo Emilio Maria Miniati (1894)
- Vescovo Angelo Maria Meraviglia Mantegazza (1894)
- Vescovo Paolo Carlo Francesco Origo (1895)
- Vescovo Giuseppe Salvatore Scatti (1898)
- Arcivescovo Pasquale Morganti, O.SS.C.A. (1902)
- Vescovo Federico Domenico Sala (1903)
- Arcivescovo Carlo Castelli, O.SS.C.A. (1904)
- Vescovo Giovanni Mauri (1904)
- Arcivescovo Luigi Bignami (1906)
- Arcivescovo Ernesto Maria Piovella, O.SS.C.A. (1907)
- Vescovo Leonida Mapelli (1908)
- Vescovo Luigi Maria Marelli (1908)
- Vescovo Dionisio Vismara, P.I.M.E. (1909)
- Vescovo Giovanni Rosi (1911)
- Vescovo Camillo Francesco Carrara, O.F.M.Cap. (1911)
- Cardinale Eugenio Tosi, O.SS.C.A. (1911)
- Arcivescovo Cleto Cassani (1911)
- Arcivescovo Giovanni Gamberoni (1911)
- Arcivescovo Pompeo Ghezzi (1912)
- Vescovo Carlo Pensa, O.SS.C.A. (1912)
- Vescovo Emilio Poletti (1912)
- Vescovo Ludovico Antomelli, O.F.M. (1913)
- Vescovo Pietro Calchi Novati (1915)
- Vescovo Simone Pietro Grassi (1915)
- Cardinale Carlo Dalmazio Minoretti (1916)

## Araldica
| Stemma | Descrizione                                                                       | Blasonatura |
|        | Andrea Carlo Ferrari Cardinale presbitero di Sant'Anastasia Arcivescovo di Milano | troncato: nel 1° al naturale con la Madonna Immacolata attorniata da dodici stelle, nel 2° d'oro al cancello aperto al naturale con un leone di nero rampante. Lo scudo, accollato a una croce astile patriarcale d'oro, posta in palo, è timbrato da un cappello con cordoni e nappe di rosso. Le nappe, in numero di trenta, sono disposte quindici per parte, in cinque ordini di 1, 2, 3, 4, 5. |